# Église Sainte-Catherine d'Osnabrück
L'église Sainte-Catherine d'Osnabrück est une église protestante située dans la ville d'Osnabrück en Allemagne.
Avec 103 m de hauteur c'est la plus haute église d'Osnabrück .

## Historique
La construction a commencé au Moyen Âge vers 1300.
En 1868, le sommet baroque du clocher de l'église prend feu lors de travaux de rénovation. La construction du nouveau clocher de l'église dura jusqu'en 1880.

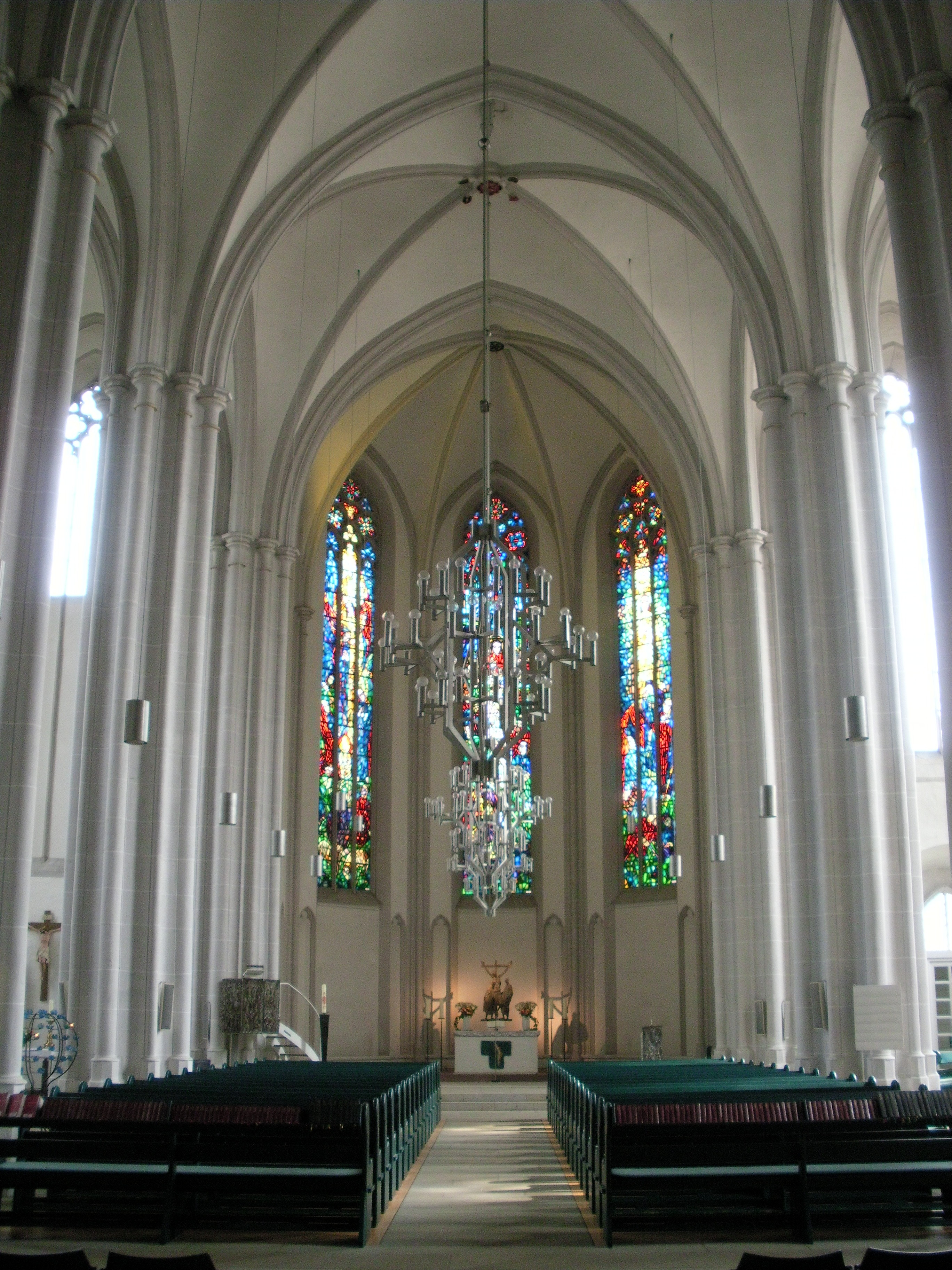
Intérieur de l'église